# さいたま市花火大会
さいたま市花火大会（さいたましはなびたいかい）は、埼玉県さいたま市で毎年開催されている花火大会である。市内3会場に分かれて開催され、打ち上げ総数1万5600発と、関東有数の規模を誇る花火大会の一つとなっている。

## 概要
かつては市内では浦和市花火大会（1952年～2002年）、大宮市花火大会（1979年～2002年）、岩槻市花火大会（～2004年）があった。これとは別に、さいたま新都心の建設促進のために1992年から2000年まで、浦和・大宮およびこれまで花火大会そのものが開催されていなかった与野の3市合同による花火大会を荒川総合運動公園で開催し、近隣の花火大会では打ち上げられない二尺玉の打ち上げを呼び物とした。2000年は、さいたま新都心のまちびらき前夜祭として5月に開催した。
さいたま市の誕生により、2001年から旧3市合同の花火大会をさいたま市花火大会と改めた。2003年に浦和・大宮の両花火大会を、さいたま市花火大会に集約、2005年からは岩槻花火大会も集約して2006年まで開催していた。しかし、会場へのアクセスが悪く、もとの場所で花火大会を行いたいという声も高まり、会場付近でのスーパー堤防の築堤が開始されるのを期に、浦和・大宮・岩槻の3か所で分けて花火大会を行うことになった。この形態が現在まで続いている。同じ市内で3回花火大会が行われていることになる。また、戸田橋花火大会や上尾市花火大会など、近隣でも花火大会が多く開催されている。

## 浦和会場（浦和花火大会）
合併前の浦和市では、1952年から浦和競馬場を会場として花火大会を行っており、県内外各所から約30万人見物客が訪れていた。1967年からは別所沼公園に会場を移して、「浦和ぼんぼり祭り」の一部として1980年まで開催され、1981年からは「浦和ぼんぼり祭り」を改めた「浦和まつり」の一部として1987年まで引き続き別所沼公園で花火大会を行っていた。1988年からは会場を22年振りに競馬場に戻し、さいたま市の誕生後の2002年まで引き続き「浦和まつり」として花火大会が行われた。競馬場のスタンド席に座って鑑賞することができ、この花火大会の人気が高い理由のひとつであった。
先述の通り、さいたま市が政令指定都市への移行に伴い2003年～2006年はさいたま市花火大会に集約されたために浦和地区での花火大会の開催は廃止された。ただ、会場が交通不便な荒川総合運動公園での開催のため、さいたま市東部の市民から不評を招いたため、2007年からさいたま市花火大会を合併前の旧市ごとの3か所に分散して開催されることになり、浦和競馬場会場として浦和地区での花火大会が復活した。この年の観覧客は15万人で翌年も同程度の集客があったが、警備上・安全上の不安から競馬場での開催が困難となり（競馬場の所在地は住宅密集地であり、1988年の移転時も含めて以前から危険が指摘されていた）、惜しまれつつも会場の変更を余儀なくされた。2009年は大崎公園で開催されたが、最寄り駅である東浦和駅から遠く、打ち上げた花火が林に隠れて見えにくいためにこの年限りの開催となり、2010年以降は東浦和駅から近い大間木公園での開催となっている。集客は約7万人にとどまっており、競馬場会場の半分にまで落ち込んでいる。しかし、川口市（2018年まで「たたら祭り」で花火大会を開催していた）との市境近くで行われているため、川口市側からの集客が増加している。

## 規模
- 大間木公園（浦和）会場 - 旧浦和市、7000発、観覧客約7万人。会場への利便性が悪く、2007年の競馬場会場の15万人の半分にとどまっている。
- 大和田公園（大宮）会場 - 旧大宮市、5000発、観覧客約10万人。
- 岩槻文化公園（岩槻）会場 - 旧岩槻市、3600発、観覧客約6万人。
  - なお、旧与野市での花火大会は合併前も含めて実施されていない。

## 歴史
- 1992年 - さいたま新都心の建設促進のための花火大会を、浦和・大宮・与野の3市合同で荒川総合運動公園で開催。
- 2001年 - 3市合同花火大会の名称を「さいたま市花火大会」に改める。
- 2003年 - さいたま市花火大会を2006年まで荒川総合運動公園で開催。浦和花火大会・大宮花火大会を集約する。
- 2007年 - 以後3会場に分かれて開催。（浦和競馬場会場、大和田公園会場、岩槻文化公園会場）
- 2009年 - 浦和競馬場会場が大崎公園会場に変更される。
- 2010年 - 大崎公園会場が大間木公園会場に変更される。
- 2013年 - 「さいたま市花火大会」とは別途に、さいたま市の政令指定都市への移行10周年を記念する花火大会を10月に荒川総合運動公園で開催。以後、「さいたま市政令指定都市⚪︎⚪︎周年記念花火大会」として5年おきに開催。
- 2020年 - 新型コロナウイルス感染症のため、全会場の開催を中止とする。
- 2021年 - 前年に引き続き、全会場の開催を中止。しかし、さいたま市の設置20周年を記念する花火大会を「＃Stay Home花火大会」として特別に開催。8月19日に大和田公園、岩槻文化公園、大間木公園と荒川総合運動公園の計4ヶ所で、それぞれ5分間にわたり1000発ずつ打ち上げられ、打ち上げした模様を8月28日にさいたま国際観光協会のYouTubeチャンネルの動画配信とテレビ埼玉の放送で公開した。
- 2022年 - 3年続続で、全会場で有観客の開催を中止。なお、前年に引き続き、無観客の開催で8月23日におよそ5〜10分間にわたり市内4ヶ所（場所は前述の場所）で打ち上げられ、打ち上げした模様を8月31日にさいたま国際観光協会のYouTubeチャンネルの動画配信にて公開。
- 2023年 - 4年ぶりに通常規模での開催（全会場で有観客の開催）に戻す。また、本年が開催年となる荒川総合運動公園の花火大会も有観客の開催となる。 なお、大宮側の利便性を考慮して東京健保組合大宮運動場（大宮けんぽグラウンド）にも観覧エリアを設け、500台のドローンによるパフォーマンスも披露された。

## アクセス
大間木公園（浦和）会場
- 武蔵野線 東浦和駅から徒歩10分[2]（但し、観覧場所までは誘導ルートを迂回する必要があるため、実際は徒歩20分を要する。）

大和田公園（大宮）会場
- 東武野田線 大宮公園駅・大和田駅から徒歩15分[3]

岩槻文化公園（岩槻）会場
- 東武野田線 岩槻駅から徒歩37分（約3km）[4]
  - 岩槻駅東口から朝日自動車バス1番乗場「越谷駅東口」・「水上公園」行きで「富士見町」バス停下車徒歩10分